# Ole Beich
Ole Beich (* 1955 in Esbjerg, Dänemark; † 16. Oktober 1991 in Kopenhagen) war Bassist und Mitbegründer der US-amerikanischen Rockbands Guns N’ Roses und L.A. Guns.

## Leben
Ole wurde 1955 in Esbjerg als Sohn von Shaft Beich geboren. Als Kind entdeckte er seine Leidenschaft für Musik und lernte deshalb Bass und Gitarre. Kurzzeitig spielte er bei Mercyful Fate. Später lernte er Axl Rose kennen; mit ihm sowie mit Tracii Guns, Izzy Stradlin und Rob Gardener gründete er Guns N’ Roses. Beich verließ 1985 Guns N’ Roses nach nur einem Auftritt. Neuer Bassist wurde der aus Seattle stammende Duff McKagan.
Ole Beich wurde 36 Jahre alt. Er starb am 16. Oktober 1991, als er im Sankt Jørgens See in Kopenhagen ertrank. Am 19. August 1991 sollten Guns N’ Roses einen Auftritt in der Stadt haben. Beichs Eltern vermuteten, dass Ole Depressionen bekam, nachdem er 1985 Guns N’ Roses verließ. Bei seinem Tod befand sich laut Obduktionsbericht in seinem Blut Heroin und eine Alkoholkonzentration von 1,48 ‰.